# Parnavaz II d'Ibèria
Parnavaz II o Farnabaz (Farnabazes, en gerogià ფარნავაზი) fou rei d'Ibèria al Caucas, el segon de la dinastia Artàxida, del 64 aC al 33 aC o 63 a 30 aC segons Tumanoff. En les fonts clàssiques se l'esmenta com Farnabazus, però alguns autors suposen que fou el mateix rei que el Bartom o Bratman de les cròniques georgianes.
Al cap d'un temps de pujar al tron, succeint al seu pare Artag, va començar a ignorar la influència romana establerta el 65 aC. L'any 36 aC un exèrcit romà dirigit per Publi Canidi Cras (Publius Canidius Crassus), enviat per Antoni, es presenta al país. Parnavaz va haver de tornar a ser aliat de Roma i ajudar a aquesta contra el rei Zober o Zobéra de l'Albània del Caucas. L'exèrcit romà, ajudat pel de Parnavaz II, va continuar fins a Albània (l'Azerbaidjan) on el rei Zobéra va ser obligat també a esdevenir aliat de Roma.
Les cròniques georgianes no documenten aquests fets i destaquen l'activitat de Mirian o Mirvan, el fill de Parnajom que estava exiliat a l'Iran. Mirian va retornar a Ibèria al front d'un exèrcit iranià, va derrotar i matar a Parnavaz II (Bartom en les cròniques georgianes) i es va proclamar rei restaurant la dinastia Nebròtida.
Aquest Bartom o Parnavaz II havia adoptat Kartam, que era un descendent de Kuji, el governant d'Egrisi (Còlquida) en temps de Parnavaz I, però Kartam hauria mort també en la batalla contra Mirian. No obstant això, Kartam va deixar una esposa embarassada, i aquesta va fugir a Armènia on va donar a llum un fill de nom Aderki o Adreki (Aderc a les fonts clàssiques).